# Homoplectra luchia
Homoplectra luchia is een schietmot uit de familie Hydropsychidae. De soort komt voor in het Nearctisch gebied.